# 马祖瓦尔
马祖瓦尔（法語：Mazoires，法語發音：[mazwaʁ]）是法国多姆山省的一个市镇，位于该省南部，属于伊苏瓦尔区。

## 地理
马祖瓦尔（45°23'42"N, 3°2'38"E）面积42.19 平方千米，位于法国奥弗涅-罗讷-阿尔卑斯大区多姆山省，该省份为法国中南部省份，北起阿列省接壤，东临卢瓦尔省，南至上盧瓦爾省和康塔爾省，西接科雷兹省和克勒兹省。
与马祖瓦尔接壤的市镇（或旧市镇、城区）包括：昂扎勒吕盖、阿普沙、阿尔德、拉沙佩勒马尔库斯、朗蒂耶尔、罗什夏尔-拉迈朗、圣阿利尔-埃斯蒙塔涅。

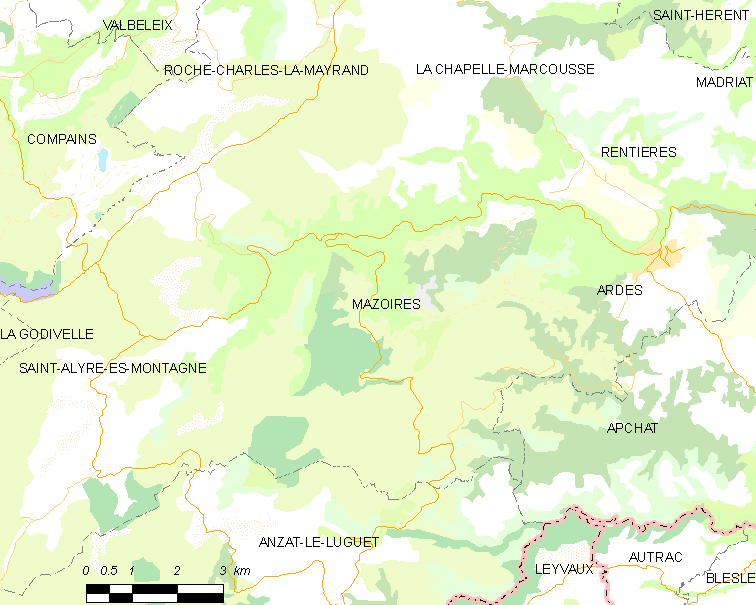
马祖瓦尔的OSM定位图

马祖瓦尔的时区为UTC+01:00、UTC+02:00（夏令时）。

## 行政
马祖瓦尔的邮政编码为63420，INSEE市镇编码为63220。

## 政治
马祖瓦尔所属的省级选区为布拉萨克莱米讷县。

## 人口

1962-2008年间马祖瓦尔人口变化图示

马祖瓦尔于2022年1月1日时的人口数量为95人。